# Edward George Hudson Oliver
Edward George Hudson Oliver, ou simplesmente  Ted Oliver (África do Sul, 1938 - ) é um botânico sul-africano.
Especialista em Éricas. É professor do Instituto Botânico Nacional de Kirstenbosch.